# Castello di Ballyloughan
Il castello di Ballyloughan è un castello in rovina ubicato a Muine Bheag.

## Storia e descrizione
Il castello venne presumibilmente costruito nel XIII secolo, come è possibile intuire dalla sua architettura, quando tutta la zona era sotto il controllo della famiglia dei Kavanagh. Nel XVI secolo appartenne ai Caomhánach, per poi passare ai Bagenal e infine ai Bruen alla fine del XIX secolo: dal XVIII venne utilizzato come casa di campagna. Nel 2009 fu dichiarato monumento nazionale.
Situato nei pressi del monte Leinster, il castello ha una forma quadrata: si conserva il corpo di guardia a due torri, una sala e le fondamenta di una delle due torri angolari; era dotato anche di un fossato di difesa, poi riempito.